# كارلوس سانتوس
كارلوس سانتوس (بالإنجليزية: Carlos Santos)‏ (مواليد 1 أكتوبر 1955) هو ملاكم أمريكي، مثّل بلاده في الألعاب الأولمبية الصيفية 1976.

## روابط خارجية
كارلوس سانتوس على موقع بوكس ريك (الإنجليزية) (registration required)
- كارلوس سانتوس على موقع أوليمبيديا (الإنجليزية)